# Teven
Teven est une localité australienne située dans la zone d'administration locale du comté de Ballina, dans la région des Rivières du Nord dans l'État de Nouvelle-Galles du Sud, en Australie.
Teven est située à 12 km au nord-ouest de Ballina, au sud de Tintenbar et de Brooklet, au nord de Pimlico et de Ballina Ouest, à l'ouest de Lennox Head et de Cumbalum et à l'est d'Alstonville et d'Alstonvale.
La population s'élevait à 286 habitants en 2016.